# باشگاه فوتبال شباب بلوزداد
باشگاه فوتبال شباب بلوزداد (عربی: شباب ریاضی بلوزداد) یک باشگاه فوتبال در شهر بلوزداد، الجزایر است.
این باشگاه که در سال ۱۹۶۲ تأسیس شده است، سابقه ۱۰ قهرمانی در لیگ حرفه‌ای فوتبال الجزایر و ۹ قهرمانی در جام حذفی فوتبال الجزایر، ۱ قهرمانی جام اتحادیه الجزایر و دو قهرمانی سوپر جام الجزایر را در کارنامه دارد.